# Maryland (film, 2015)
Pour les articles homonymes, voir Maryland (homonymie).
Pour plus de détails, voir Fiche technique et Distribution.
Maryland est un film franco-belge réalisé par Alice Winocour, sorti en 2015, titré Disorder aux États-Unis.

## Synopsis
De retour d'Afghanistan, Vincent, victime de troubles de stress post-traumatiques, est chargé d'assurer la sécurité de Jessie, la femme d'un riche homme d'affaires libanais, dans sa propriété « Maryland ». Tandis qu'il éprouve une étrange fascination pour la femme qu'il doit protéger, Vincent est sujet à des angoisses et des hallucinations. Malgré le calme apparent qui règne sur « Maryland », Vincent perçoit une menace extérieure... 

## Fiche technique
- Titre : Maryland

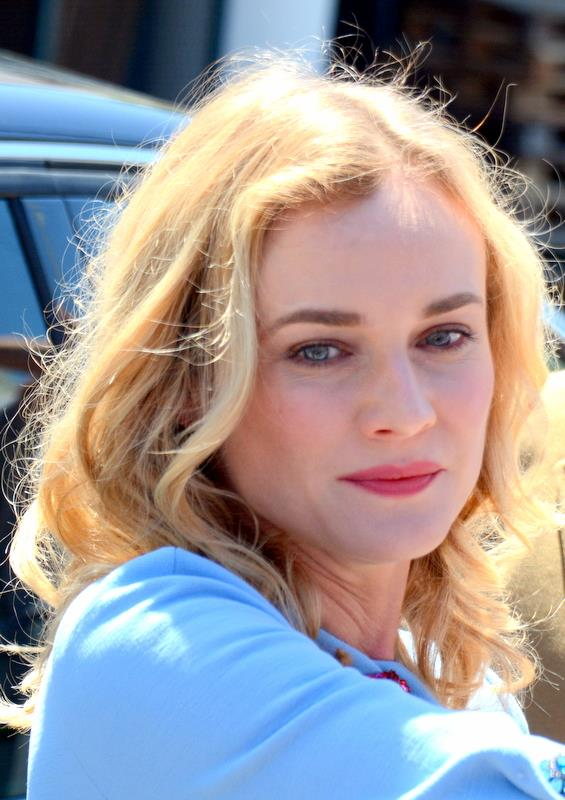
L'actrice principale Diane Kruger pour la présentation du film au Festival de Cannes 2015.

- Titre anglophone (États-Unis) : Disorder
- Réalisation : Alice Winocour
- Scénario : Alice Winocour
- Photographie : Georges Lechaptois
- Montage : Julien Lacheray
- Musique : Gesaffelstein
- Décors : Samuel Deshors
- Costumes : Pascaline Chavanne
- Son : Pierre André
- Producteurs : Isabelle Madelaine, Émilie Tisné
- Société de production :  Dharamsala, Darius Films
- Société de distribution :  Mars Films
- Pays d'origine :   France |  Belgique
- Langue :  Français
- Genre : Film dramatique
- Durée : 98 minutes (1 h 38)
- Dates de sortie : 
  - Mai 2015 (Présentation au Festival de Cannes, sélection Un certain regard)
  - 30 septembre 2015

## Distribution
- Matthias Schoenaerts : Vincent
- Diane Kruger : Jessie
- Paul Hamy : Denis
- Chems Akrouf : Tarik Derradji
- Fabien Baïardi : policier interrogatoire Jessie

## Récompenses et distinctions

### Sélections
- Festival de Cannes 2015 (Sélection Un certain regard)
- TIFF 2015, présentation en séance de Gala